# Titanic (album)
Pour les articles homonymes, voir Titanic (homonymie).
 (juin 2010).
Si vous disposez d'ouvrages ou d'articles de référence ou si vous connaissez des sites web de qualité traitant du thème abordé ici, merci de compléter l'article en donnant les références utiles à sa vérifiabilité et en les liant à la section « Notes et références ».
Albums de Wenge BCBG Les Anges Adorables
Y a pas match, y a pas photo
Titanic est un album de Wenge BCBG « Les Anges Adorables » sorti en 1998.

## Contexte
En décembre 1997, le groupe musical congolais Wenge Musica 4x4 BCBG Tout-Terrain se scinde en deux ; JB Mpiana, Alain Makaba, Blaise Bula et l'ossature de Wenge Musica créent le groupe Wenge BCBG, puis ils se rendent en France pour enregistrer un album qu'ils baptisent Titanic, titre révélateur du naufrage de ce groupe qui a fait danser l'Afrique entière mais aussi l'Europe, l'Amérique et l'Asie sur le ndombolo.

## Titres
| No  | Titre              | Auteur                     | Durée |
| --- | ------------------ | -------------------------- | ----- |
| 1.  | Titanic            | Tutu Callugi/Wenge BCBG    | 7:01  |
| 2.  | RDC                | JB Mpiana                  | 7:28  |
| 3.  | Barakuda           | Alain Prince Makaba        | 8:07  |
| 4.  | Omba               | JB Mpiana                  | 7:18  |
| 5.  | Proces Mambika     | Alain Mpela                | 7:46  |
| 6.  | Likala Moto        | Blaise Bula                | 8:08  |
| 7.  | Tour Eiffel        | Titina Alcapone            | 7:53  |
| 8.  | Champion Kapangala | JB Mpiana & Kisolokélé Kis | 5:58  |
| 9.  | Liberation         | Aimelia Lias               | 7:27  |
| 10. | Serge Palmi        | Burkina Faso Mbokaliya     | 6:59  |

## Musiciens ayant participé
[Chanteurs]
- JB Mpiana
- Blaise Bula
- Alain Mpela
- Aimelia Lias
- Alain Makaba

- [Guitaristes]
- Alain Makaba (Rythmique, Mi Solo,Solo)
- Ficarré Mwamba (Solo,Mi Solo)
- Burkina Faso Mbokaliya (Mi Solo,Solo)
- Fiston Zamuangana (Rythmique)

- [Bassistes]
- Patient Kusangila
- Alain Makaba

- [Batteurs]
- Titina Alcapone
- Seguin Mignon Maniata

- [Synthétiseur]
- Théo Bidens

- [Percussionnistes]
- Narcisse Konga
- Seguin Mignon Maniata

- [Animateur]
- Tutu Callugi

## Accueil
La chanson Omba est applaudie par tout le monde et est élue meilleure chanson par le vote populaire[réf. nécessaire]. Dans RDC, JB Mpiana rend hommage à la richesse culturelle de son pays. D'autres titres comme Barakuda de Alain Makaba et Likala Moto de Blaise Bula font aussi partie de l'album. Une très forte ambiance avec le générique de l'album du même titre, Titanic.
Cet opus permet à Wenge BCBG de jouer au Palais du Peuple à Kinshasa, à l’Olympia et au Zénith de Paris en France, au Stade de Cotonou (Bénin) et au Stade des Martyrs à Kinshasa, devant plus de 80 000 personnes. Propulsé par ce succès, le groupe fait le tour de l'Afrique, l'Europe et l'Amérique du Nord.